# Väsby entré
Väsby entré är ett av Zaha Hadid skisserat, diskuterat byggnadsprojekt beträffande stationsområdet i Upplands Väsby.
Byggnadsprojektet omfattar fastigheter på bägge sidor om Upplands Väsby station och en sammanlänkning av samhällets västra och östra delar. Det drivs av Upplands Väsby kommun i samarbete med Trafikverket och Storstockholms Lokaltrafik.
I projektet ingår broar över järnvägsspåren, ett nytt resecentrum och hus med bostäder, kontor och butiker. Väster om järnvägen planeras ett landmärke i form av ett höghus.
En medborgardialog om stationsområdets utveckling hölls i november 2011. Därefter beställdes ett förslag av Zaha Hadid Architects i Storbritannien, vilket lämnade i oktober 2012. Ett planprogram för området antogs av kommunstyrelsen 2015-03-02.